# Sanchopedro
Sanchopedro es una localidad segoviana perteneciente al municipio de Orejana, en la comunidad autónoma de Castilla y León (España). Según el INE 2022 cuenta con 6 habitantes censados.

## Toponimia
Antiguo pueblo fundado por quienes se cree que el padre se llamaba Sancho y el hijo se llamaba Pedro.
También podría haber sido fundado por personas de Sanchopedro de Arriba o Sanchopedro de Abajo (Horcajo Medianero) en Salamanca

## Geografía y demografía

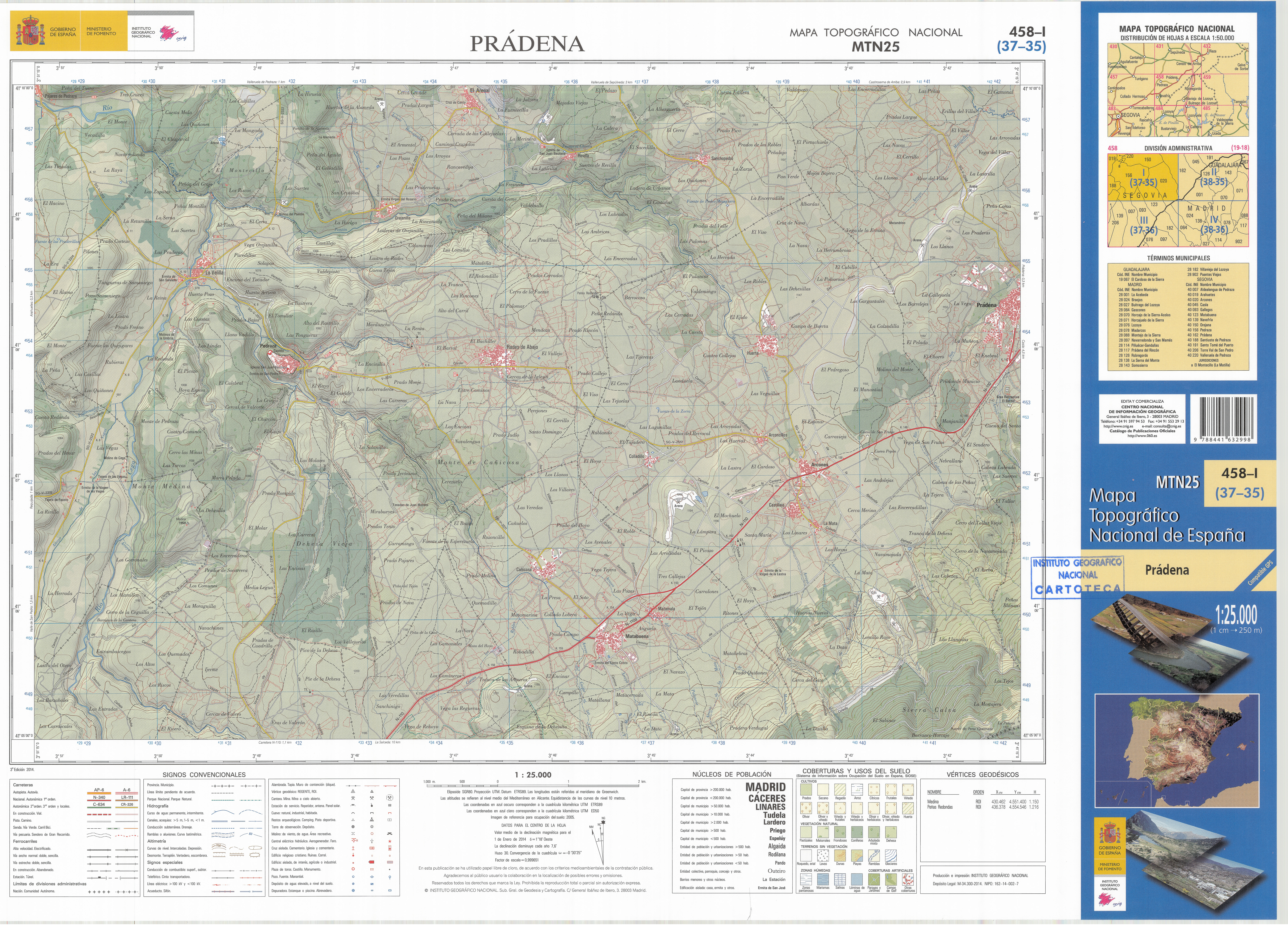
Fragmento de la hoja 458 del Mapa Topográfico Nacional de España de 2014 en el que se representa parte de Orejana

- Altitud: 1.173 m s. n. m.

| 14            | 13 | 12 | 10 | 9 | 8 | 5 | 5 | 5 | 5 | 4 | 6 |
| (Fuente: INE) |    |    |    |   |   |   |   |   |   |   |   |

## Historia
A mediados del siglo XIX, la localidad era descrita así en el diccionario geográfico de Pascual Madoz: <<barrio en la provincia de Segovia, part. judicial de Sepúlveda, tierra, jurisd. y uno de los 5 que componen el pueblo de Orejana, en el cual están incluidas las circunstancias de su pool, y riqueza (V.). Tiene 41 Casas de mala construcción y una ermita bajo la advocación de Ntra. Sra. de la Concepción>>.

## Economía
Tradicionalmente dedicado a la ganadería, la agricultura y el pastoreo, en la actualidad cuenta con una empresa constructora y una casa rural.

## Cultura

### Patrimonio
- Destaca la Iglesia Románica de San Juan Bautista, románica del siglo XII o comienzos del XIII, está declarada Bien de Interés Cultural desde el 2 de marzo de 2000;[4]
- Ermita de la Concepción, utilizada como consultorio médico.[3]

### Rutas
Sanchopedro está situado en la ruta más corta entre los lugares santos de Caravaca de la Cruz y Santo Toribio de Liébana.

### Leyendas
La localidad cuenta con una leyenda para advertir de los peligros a los niños.
Cuando los chavales de Sanchopedro bajaban a la escuela de Revilla y pasaban allí el día, después de acudir a clase y comer, por la tarde, regresaban a casa con el tiempo justo para ayudar a sus padres en las tareas del hogar como acudir a la fuente para traer agua, partir leña para la chimenea o echar de comer al ganado. Como las jornadas eran tan largas, los niños llevaban con ellos sus juguetes.
En una ocasión, una niña, al llegar a casa se dio cuenta de que se había dejado su muñeca en algún punto del camino. La niña se puso a desandar el camino para buscar su juguete y, como no regresaba, sus padres tuvieron que ir a buscarla.
Cuentan que la encontraron muerta en la bifurcación del camino y, junto a su cuerpecito, medio devorada por los lobos, estaba su muñeca. De ahí a que dicho cruce de la carrera entre Sanchopedro y La Revilla se denomine popularmente "la muñeca". También existe la variante de la leyenda en el que los lobos dejaron únicamente en dicho cruce el hueso de la muñeca de la niña